# El Socialista
El Socialista est un journal socialiste considéré de ce fait comme l'organe d'expression du Parti socialiste ouvrier espagnol (PSOE) depuis son apparition en 1886. Le premier directeur de ce média fut Pablo Iglesias Posse, également fondateur du PSOE. Tout au long de son histoire, El Socialista a diffusé les idées du parti et a servi de moyen de communication entre les membres du parti. Sa périodicité et son format ont varié au cours de l'histoire. Dans sa phase actuelle, il est publié chaque semaine sous format numérique au sein du Département fédéral de communication du PSOE.

## Histoire

### Premières années
Le 2 mai 1879, le Parti socialiste ouvrier espagnol est fondé, et dès les premiers jours de l'organisation, s'exprime le besoin de disposer d'un organe de presse qui transmettrait ses idées et servirait de moyen de communication entre ses partisans. Ainsi, l'objectif a été fixé de rédiger une publication dès que cela était juridiquement et économiquement possible. Cinq ans plus tard, en 1884, des actions furent émises pour la publication d' El Socialista, et le 27 janvier 1886, les copropriétaires du journal se réunirent pour élire les commissions éditoriales et administratives.
Le premier prospectus-programme pour le journal eut un tirage de 4 000 exemplaires, et le premier numéro d'El Socialista, dirigé par Pablo Iglesias Posse, parut le 12 mars 1886. Il se composait en effet de quatre pages imprimées en trois colonnes et était vendu au prix de cinq pesetas. Sur sa manchette figurait le slogan « organe du parti ouvrier ». Quatre ans plus tard, en 1890, le IIe Congrès du PSOE, tenu à Bilbao, approuva que El Socialista devienne la propriété relevant du parti. Durant ses premières années, El Socialista fut l'objet de nombreuses plaintes de la part des autorités civiles et militaires. Pablo Iglesias Posse fut condamné à un mois et vingt et un jours de prison à la Cárcel Modelo de Madrid, du 25 novembre 1904 au 24 janvier 1905, pour injures à la Garde civile.
Par ailleurs, il a commencé comme une publication de deux pages. En 1913, le journal commença à être publié quotidiennement. En décembre 1935, le contrôle du journal fut à l'initiative du groupe centriste du PSOE dirigé par Indalecio Prieto, à la suite de la démission de Francisco Largo Caballero président du parti.
Parallèlement, El Socialista était également publié chaque semaine au début des années 1970 avant d'être subitement fermé pendant les dernières années du régime de Francisco Franco. Cependant, El Socialista a continué sa publication clandestinement pendant cette période. Mais finalement, en 1978, il a repris sa publication régulière.
Le journal est actuellement publié mensuellement, tandis que son édition en ligne est active tous les jours.

## Contributeurs et éditeurs
Miguel de Unamuno et Santiago Carrillo figuraient historiquement parmi les premiers contributeurs. Le journal a d'abord été dirigé par son fondateur Pablo Iglesias qui a occupé le poste jusqu'en 1913, lorsque Mariano García Cortes a commencé à rédiger des articles. En 1914, Eduardo Torralba Beci fut nommé rédacteur en chef d'El Socialista, remplaçant Cortés à ce poste. Torralba a occupé ce poste pendant un an et Pablo Iglesias a repris le journal et l'a édité jusqu'à sa mort en 1925.
Enrique Angulo, gendre de l'homme politique socialiste Ramón Lamoneda, a également été directeur du journal. Un autre directeur était Andrés Saborit. Au milieu des années 1930, le rédacteur en chef était Julián Zugazagoitia.

## Contenu et diffusion
El Socialista n'a pas montré d'enthousiasme à l'égard de la révolution communiste en Russie en 1917. Il a même soutenu que la révolution constituait un écart par rapport à l'obligation significative de la Russie afin de vaincre l'Empire allemand. Le premier article de soutien à la révolution parut en mars 1918. Au début des années 1930, El Socialista critiquait le programme économique du New Deal des États-Unis orchestré par le président américain Franklin D. Roosevelt. Avec la montée du conservatisme en Espagne à partir de 1933, le journal est devenu l'une des publications d'opposition critiquant les gouvernements pendant la fragile Seconde République espagnole . Immédiatement après la Seconde Guerre mondiale, El Socialista a adopté une position politique anticommuniste et a rapporté les principes politiques du PSOE. Dans les années 1940 et 1950, il soutenait les causes sionistes et était un ardent critique des Arabes qui étaient dépeints souvent de manière négative. Il considérait également l'Égypte comme « un pays misérable ».
Au final, en 1949, El Socialista ne vendit que 8 000 exemplaires.